# Nordlig rovfluga
Nordlig rovfluga (Choerades lapponicus) är en tvåvingeart som först beskrevs av Zetterstedt 1842.  Nordlig rovfluga ingår i släktet Choerades, och familjen rovflugor. Enligt den finländska rödlistan är arten akut hotad i Finland. Enligt den svenska rödlistan är arten starkt hotad i Sverige. Arten förekommer i Övre Norrland. Arten har tidigare förekommit i Nedre Norrland men är numera lokalt utdöd. Artens livsmiljö är naturmoskogar.